# Équipe d'Uruguay de football à la Copa América 1991
L'équipe d'Uruguay de football à la Copa América 1991 participe à sa 33e Copa América lors de cette édition 1991 qui se tient en Chili du 6 juillet au 21 juillet 1991.

## Résultats

### Phase de groupe
| Classement final |          |     |   |   |   |   |    |    |      |
|                  | Équipe   | Pts | J | G | N | P | BP | BC | Diff |
| 1                | Colombie | 5   | 4 | 2 | 1 | 1 | 3  | 1  | +2   |
| 2                | Brésil   | 5   | 4 | 2 | 1 | 1 | 6  | 5  | +1   |
| 3                | Uruguay  | 5   | 4 | 1 | 3 | 0 | 4  | 3  | +1   |
| 4                | Équateur | 3   | 4 | 1 | 1 | 2 | 6  | 5  | +1   |
| 5                | Bolivie  | 2   | 4 | 0 | 2 | 2 | 2  | 7  | -5   |

| 7 juillet  | Uruguay | 1 | 1 | Bolivie  |
| 9 juillet  | Uruguay | 1 | 1 | Équateur |
| 11 juillet | Brésil  | 1 | 1 | Uruguay  |
| 15 juillet | Uruguay | 1 | 0 | Colombie |

| 7 juillet 1991 | Uruguay    | 1 – 1   | Bolivie       | Estadio Playa Ancha (Valparaíso)               |                                                |
|                | Castro 73e | (0 - 1) | J. Suárez 16e | Spectateurs : 15 000 Arbitrage : Carlos Maciel | Spectateurs : 15 000 Arbitrage : Carlos Maciel |

| 9 juillet 1991 | Uruguay              | 1 – 1   | Équateur     | Estadio Sausalito (Viña del Mar)               |                                                |
|                | P. Méndez 49e (pen.) | (0 - 1) | Aguinaga 44e | Spectateurs : 18 000 Arbitrage : Gastón Castro | Spectateurs : 18 000 Arbitrage : Gastón Castro |

| 11 juillet 1991 | Brésil         | 1 – 1   | Uruguay       | Estadio Sausalito (Viña del Mar)                     |                                                      |
|                 | João Paulo 29e | (1 - 0) | P. Méndez 66e | Spectateurs : 15 000 Arbitrage : Juan Carlos Loustau | Spectateurs : 15 000 Arbitrage : Juan Carlos Loustau |

| 15 juillet 1991 | Uruguay                          | 1 – 0   | Colombie     | Estadio Sausalito (Viña del Mar)                     |                                                      |
|                 | P. Méndez 19e · A. Gutiérrez 40e | (1 - 0) | De Ávila 84e | Spectateurs : 30 000 Arbitrage : Juan Carlos Loustau | Spectateurs : 30 000 Arbitrage : Juan Carlos Loustau |

## Effectif
Une première liste de 22 joueurs constituant l'équipe d'Uruguay
Sélectionneur :  Luis Alberto Cubilla
| No. | Pos.      | Joueur                 | Date de naissance et âge | Sélec. | Club              |
| --- | --------- | ---------------------- | ------------------------ | ------ | ----------------- |
| 1   | Gardien   | Fernando Alvez         | 4 septembre 1959         | 26     | Peñarol           |
| 2   | Défenseur | Daniel Revelez         | 30 septembre 1959        | 15     | Nacional          |
| 3   | Défenseur | Eber Moas              | 21 mars 1969             | 9      | Danubio           |
| 4   | Milieu    | Guillermo Sanguinetti  | 21 juin 1966             | 5      | Racing Club       |
| 5   | Milieu    | Ramón Víctor Castro    | 13 juin 1964             | 2      | Wanderers         |
| 6   | Défenseur | Ruben dos Santos       | 16 novembre 1969         | 5      | Central Español   |
| 7   | Milieu    | Marcelo Fracchia       | 4 janvier 1968           | 1      | Central Español   |
| 8   | Milieu    | Héctor Morán           | 13 février 1962          | 5      | Nacional          |
| 9   | Attaquant | Peter Méndez           | 27 janvier 1964          | 3      | Defensor Sporting |
| 10  | Milieu    | Henry López Báez       | 3 juillet 1967           | 6      | Bella Vista       |
| 11  | Attaquant | Víctor López           | 9 avril 1971             | 6      | Peñarol           |
| 12  | Gardien   | Leonel Rocco           | 18 septembre 1966        | 0      | CA Progreso       |
| 13  | Défenseur | Edgar Borges           | 15 juillet 1969          | 5      | Nacional          |
| 14  | Défenseur | Daniel Sánchez         | 3 mai 1961               | 7      | Danubio           |
| 15  | Défenseur | José Pintos Saldanha   | 25 mars 1964             | 11     | Nacional          |
| 16  | Milieu    | William Gutiérrez      | 29 mars 1963             | 4      | Defensor Sporting |
| 17  | Attaquant | Sergio Daniel Martínez | 15 février 1969          | 19     | Defensor Sporting |
| 18  | Attaquant | Héctor Rodríguez Peña  | 22 octobre 1968          |        | Defensor Sporting |
| 19  | Milieu    | Gustavo Ferreyra       | 29 mai 1972              |        | Peñarol           |
| 20  | Milieu    | Gabriel Cedrés         | 3 mars 1970              | 7      | Peñarol           |
| 21  | Défenseur | Álvaro Gutiérrez       | 21 juillet 1968          | 5      | Bella Vista       |
| 22  | Gardien   | Luis Barbat            | 17 juin 1968             | 0      | Liverpool         |

## Navigation